# Nati nel 1160
| Questa pagina contiene informazioni ricavate automaticamente dalle voci biografiche con l'ausilio del template Bio e di un bot. L'aggiornamento è periodico e automatico e ricostruisce completamente la pagina. Se manca una persona in questa lista, sei pregato di non aggiungerla, ma accertati piuttosto che la sua voce biografica contenga il template Bio e che i dati anagrafici siano correttamente compilati. Se il template Bio manca, inseriscilo tu stesso o, in alternativa, metti l'avviso {{tmp\|Bio}} che ne segnala la mancanza. Se i dati riportati sono sbagliati, correggi direttamente la voce biografica; le modifiche saranno visibili in questa lista entro pochi giorni. Per chiarimenti vedi il progetto biografie. La lista contiene solo le 24 persone che sono citate nell'enciclopedia e per le quali è stato implementato correttamente il template Bio. Pagina aggiornata al 18 ago 2025. |

- 4 ottobre - Adele di Francia, nobildonna francese
- Abu Yusuf Ya'qub al-Mansur, sultano arabo († 1199)
- Adolfo III di Schaumburg, nobile († 1225)
- Alice di Courtenay, nobildonna francese († 1218)
- Ali Ibn al-Athir, storico curdo († 1233)
- Hartmann von Aue, poeta tedesco
- Azriel, filosofo e mistico spagnolo († 1238)
- Joseph ben Judah ben Shimeon, medico e poeta marocchino († 1226)
- Bertoldo V di Zähringen, nobile tedesco († 1218)
- Dolce di Barcellona, sovrana († 1198)
- Goffredo di Villehardouin, storico e generale francese († 1213)
- Guglielmo I Salusio IV, marchese († 1214)
- Guido di Montpellier, religioso francese († 1208)
- Hélinand di Froidmont, scrittore, poeta e religioso francese († 1229)
- David Kimchi, biblista, grammatico e filosofo francese († 1235)
- Muhammad di Ghur († 1206)
- Parisio, religioso e santo italiano († 1267)
- Tamara di Georgia, re († 1212)
- Urraca López de Haro, regina († 1230)
- Vladislao III Enrico di Boemia, nobile († 1222)
- Sibilla di Gerusalemme, sovrana († 1190)
- Bernardo da Cornazzano, politico e militare italiano
- Eschiva di Ibelin, nobildonna († 1196)
- Guglielmo di Voltaggio, nobile e ambasciatore italiano († 1234)